# Cá rạn san hô

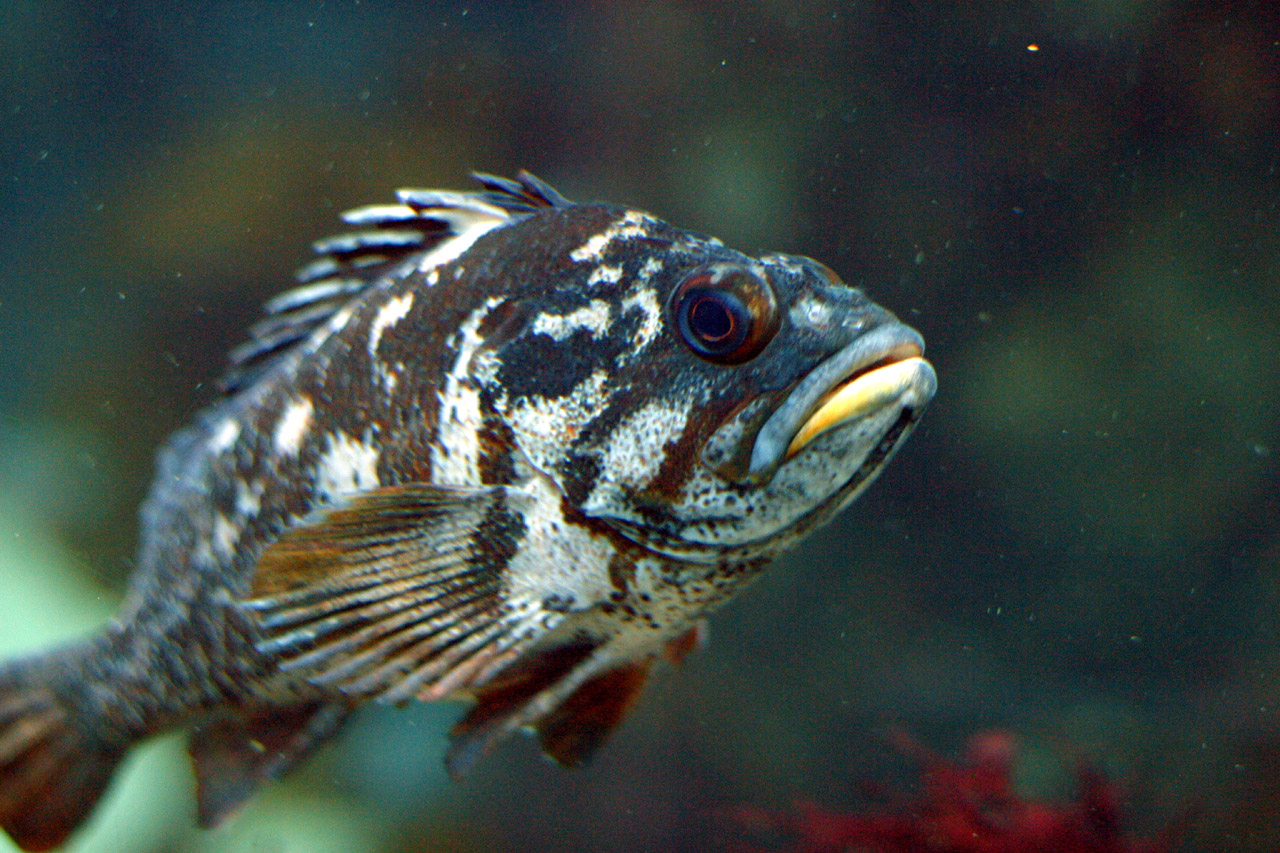
Cá mú, loài thường thấy sinh sống ở các rạn san hô

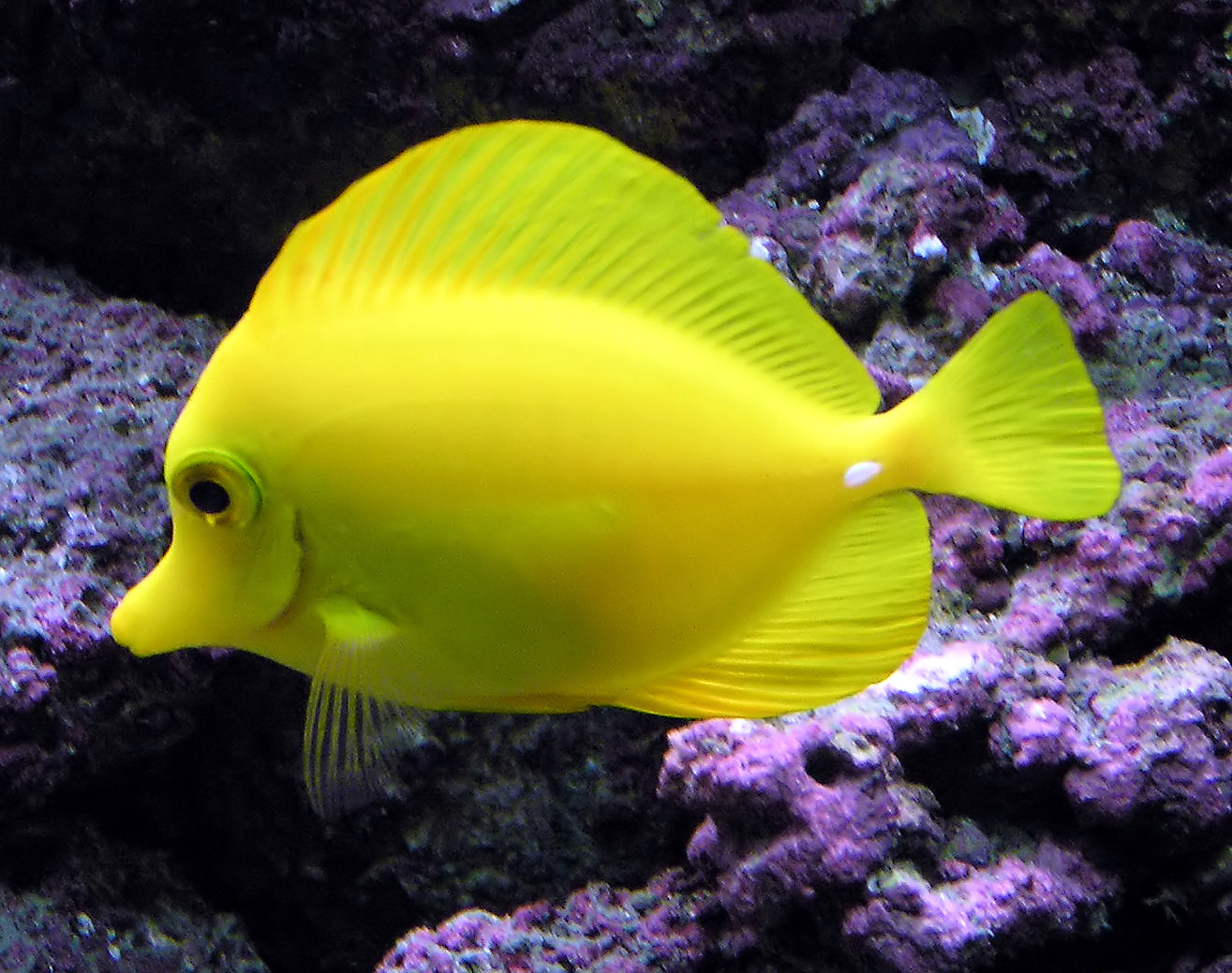
Cá đuôi gai vàng, một con cá màu sặc sỡ ở rạn san hô

Cá rạn san hô là các loài cá sống giữa các rạn san hô hoặc trong mối quan hệ gần gũi với các rạn san hô như việc cộng sinh chặt chẽ. Hiện nay, sự mất mát và sự xuống cấp của môi trường sống rạn san hô, mức độ gia tăng ô nhiễm, đánh bắt quá mức và bao gồm cả việc sử dụng các hoạt động đánh bắt hủy diệt đang đe dọa sự sống còn của các rạn san hô và các loài cá rạn san hô liên quan.

## Môi trường

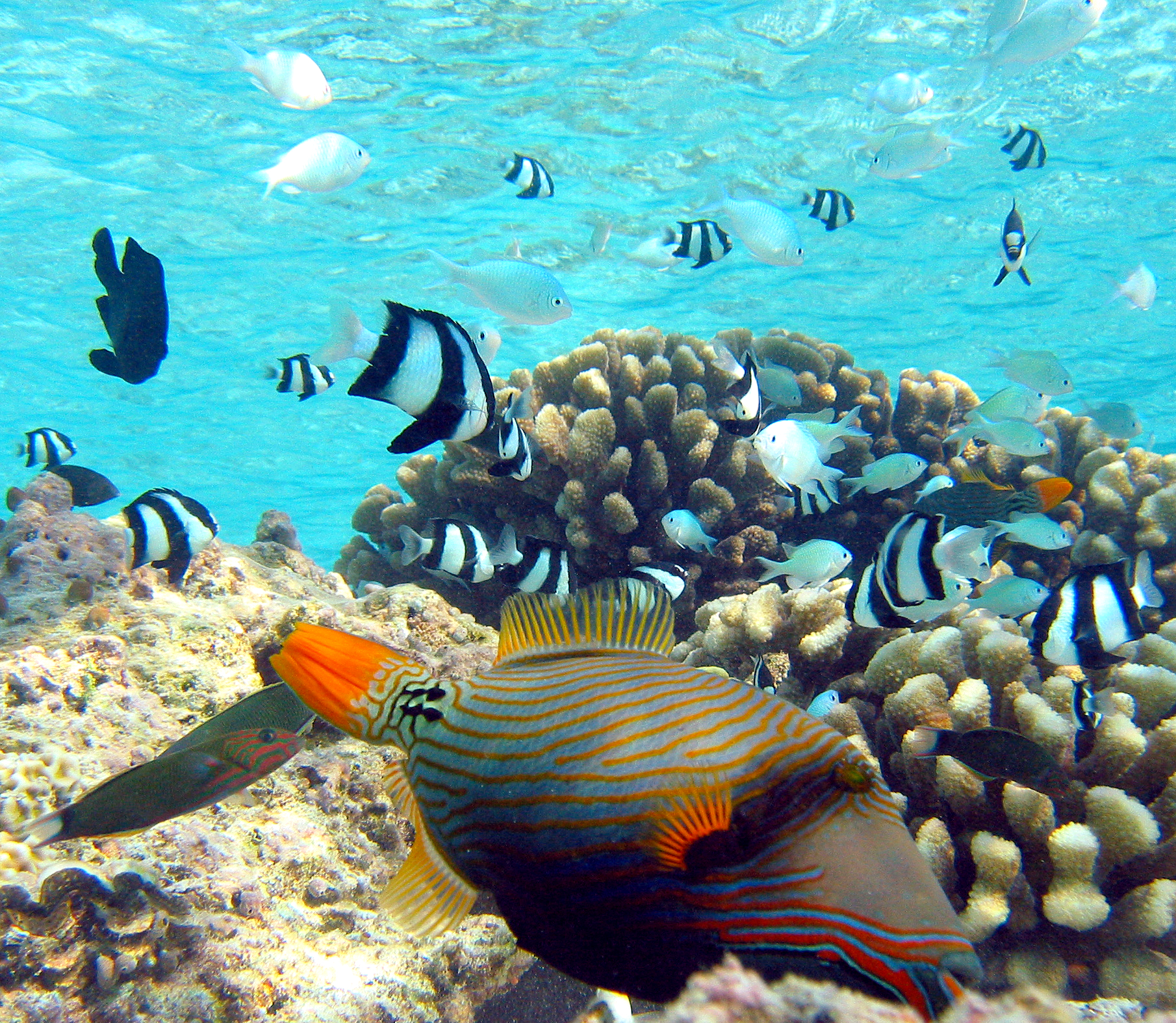
Các loài cá ở rạn san hô

Rạn san hô tạo thành hệ sinh thái phức tạp với đa dạng sinh học to lớn. Rạn san hô chiếm ít hơn một phần trăm của diện tích bề mặt các đại dương trên thế giới, nhưng chúng cung cấp một môi trường sống cho 25% của tất cả các loài cá biển. Cá rạn san hô quý hiếm vì chúng chỉ có ở các vùng biển nhiệt đới. Hầu hết các rạn san hô ven bờ đều là nơi cư trú lý tưởng cho các loài cá khi tới kỳ sinh nở. Môi trường sống rạn san hô là một sự tương phản sắc nét với môi trường sống nước mở tạo nên 99% của các đại dương trên thế giới. Quần xã sinh vật ở rạn san hô hình thành sau hàng triệu năm đồng tiến hóa của các loài tảo, cá và động vật không xương sống, và kết quả là hình thành một môi trường sinh thái phức tạp và đông đúc. Các loài cá sống trong đấy cũng hình thành nên nhiều đặc điểm và tập tính đặc thù trong việc sinh tồn.

## Các loài
Hơn 4.000 loài cá sống tại các rạn san hô hoặc cá chuyên sống trong rạn san hô trên tổng số gần 7.000 loài cá sinh sống tại vùng biển này nhiều loài có giá trị kinh tế cao, chẳng hạn như các loài cá mú, cá hồng, cá hè, cá trích, cá cơm… trong đó có tổng số 2.631 loài cá rạn san hô được mô tả rạn san hô Đông Ấn. Các rạn san hô là nơi trú ngụ của nhiều loài cá nhiệt đới hoặc cá chuyên sống trong rạn san hô, chẳng hạn như các loài cá bướm (Chaetodontidae), cá thia (Pomacentridae), cá bướm gai (Pomacanthidae), cá mó (Scaridae) nhiều màu sắc. Ngoài ra còn có các nhóm cá khác như cá mú (Epinephelinae), cá hồng (Lutjanidae), Haemulidae và cá bàng chài (Labridae).
Ở khu vực Đông Ấn bao gồm Vùng Tam giác san hô (Indonesia, Philippines, Malaysia, Đông Timor, Papua New Guinea và quần đảo Solomon), biển Đông, biển Andaman (Thailand, Myanmar và quần đảo Andaman, Ấn Độ) và đảo Christmas của Ấn Độ Dương đã có tổng số 2.631 loài cá rạn san hô được mô tả trong bộ sách "Các loài cá rạn san hô khu vực Đông Ấn" có 25 loài mới đối với giới khoa học với khoảng 3.600 bức ảnh màu đặc sắc, trong đó khoảng 40% ảnh chưa từng được công bố trước đây, các loài mới được phát hiện như Pseudanthias mica, Pteropsaron longipinnis, Aspasmichthys alorensis (vùng biển Indonesia), Lepidichthys akiko (ngoài khơi bờ biển phía tây New Guinea), cá bống Tryssogobius sarah (sống tại độ sâu khoảng 40m-70m), Pteroidichthys amboinensis, Cá ếch Antennarius commersoni, cá chình, cá bơn...
Chỉ tính riêng ở Việt Nam đã có 635 loài cá sống ở rạn san hô với 62 họ, trong đó có bốn họ đông nhất: họ cá thia Pomacentridae với 91 loài, họ cá bàng chài Labridae với 72 loài, họ cá bướm Chaetodontidae với 49 loài và họ cá mó Scaridae với 41 loài. Riêng vùng biển Nha Trang có 398 loài. Hai khu vực tập trung nhiều loài cá nhờ rạn san hô còn nguyên trạng là Hòn Mun và Hòn Gốm, ở Quần đảo Trường Sa, 219 loài thuộc 44 họ, trong đó có 159 loài đặc hữu. Cũng qua nghiên cứu cho thấy các loài cá quý hiếm như: cá mao tiên, cá bàng chài, cá hóa chuột, cá thia được ưa chuộng ở các nước Philippines, Indonesia, Úc.

## Đặc điểm
Phần lớn các loài các trong rạn san hô là cá vây tia sở hữu xương vây dạng tia sắc nhọn và nhiều gai, cung cấp khả năng tự vệ đáng kể, các gai trên vây thậm chí có thể mắc vào da thịt của cá dữ hoặc có mang nọc độc. Nhiều loài cá rạn san hô mang màu sắc ngụy trang để làm rối trí kẻ thù. Các loài cá sống tại rạn san hô cũng có nhiều hành vi thích nghi phức tạp, ví dụ như những loài cá nhỏ lẩn trốn kẻ thù bằng cách ẩn náu trong các khe hở hoặc tụ tập lại thành đàn lớn để giảm nguy cơ bị ăn thịt. Một số loài kiếm ăn trong rạn san hô theo từng đàn, và khi kiếm ăn xong chúng trở về nơi ẩn náu cố định để lẩn trốn cá dữ. Tuy nhiên các hang hốc, khe hở vẫn có thể bị tấn công bởi những loài ăn thịt, vì vậy một số loài như cá nóc gai tụ tập lại thành bầy trong các hang hốc và đồng loại chìa gai nhọn ra bên ngoài để chống lại kẻ thù.
Trong số vô số các cư dân, các loài cá sống ở đây cá nổi bật là đặc biệt đầy màu sắc. Hàng trăm loài cá có thể tồn tại trong một khu vực nhỏ của một rạn san hô. Ở các vùng, tùy theo đặc tính sinh trưởng mà có loài cá rất hiếm, chẳng hạn như Cá thần tiên là loài cá sống rất đơn lẻ, không thành bầy. Nhiều khi cả vùng biển rộng 1km2 chỉ có chừng 10 con. Chính sự khan hiếm khiến cá thần tiên được bán giá cao. Ngược lại có loài cá như cá bàng chài, cá thìa lại sống tập trung thành từng đàn, mỗi đàn có tới 1.000 con. Cha mẹ của các loài cá san hô khi sống trong môi trường nước với nền nhiệt độ cao có khả năng điều chỉnh giới tính của con non, nếu nền nhiệt độ trung bình nước tăng 1,5 độ C sẽ làm giảm tỷ lệ cá cái được sinh ra tới 30%, tỷ số giới tính cái của con non được khôi phục khi cá bố, mẹ được nuôi ở nhiệt độ thấp hơn.

## Độc tố
Các loài cá rạn san hô cũng có thể gây độc tố, có ghi nhận về loại độc tố CTXs được xác định có nguồn gốc từ một số loài vi tảo sống đáy, thường sống bám trên các loài tảo lớn hay rong biển ở khu vực rạn san hô. Các loài cá ăn thực vật có thể bị tích lũy độc tố này khi ăn các loài rong tảo. Các loài cá hoặc sinh vật khác trong chuỗi thức ăn biển sẽ tiếp tục tích lũy độc tố khi ăn những loài cá đã tích lũy độc tố CTXs. Độc tố này sẽ trung chuyển lên thang bậc cao hơn của chuỗi thức ăn biển, dẫn đến nguy cơ gây ngộ độc thực phẩm cho con người. Thông thường cá thể cá càng có kích cỡ lớn, tập tính ăn động vật sẽ có nguy cơ tích lũy hàm lượng độc tố càng cao, càng nguy hiểm.
Một số loài như cá hồng thường sống xung quanh khu vực các rạn san hô nên có nguy cơ cao bị tích lũy độc tố CTXs. Ngoài ra, nhiều loài động vật biển khác như cá mú, cá ngừ, cá chình biển cũng không loại trừ khả năng bị nhiễm độc tố tự nhiên này. Thông thường chúng an toàn để ăn, nhưng tùy điều kiện môi trường sống, chúng sẽ tích lũy độc tố ngẫu nhiên vào nguồn thức ăn của chúng. Khó cảnh báo, dự đoán được loài cá nào, thời điểm nào tích lũy độc tố gây ngộ độc, cũng khó xác định nguồn gốc các loài cá trên đại dương do tập tính bơi, di chuyển xa và rộng của chúng. Cần thận trọng với những loài cá có nguồn gốc từ vùng rạn san hô, không ăn quá nhiều trong một khẩu phần ăn.